# Synarmadillo flavus
Synarmadillo flavus là một loài chân đều trong họ Armadillidae. Loài này được Ferrara & Schmalfuss miêu tả khoa học năm 1983.